# Sotho
I Sotho (o Basotho, Basuto, Bassouto) sono una popolazione della famiglia dei Cafri, stanziata dal XV secolo nel Lesotho, in Africa meridionale. La nazione Sotho emerse grazie alla diplomazia del re Moshoeshoe I, che riunì dei clan sparsi d'origine Sotho all'inizio del XIX secolo. I territori dei Sotho sono stati visitati per la prima volta da europei nel 1801, da parte degli inglesi Trutter e Somerville.
La maggioranza dei Sotho vive in Africa australe, soprattutto in Lesotho e nelle aree settentrionali del Sudafrica (province di Free State, Gauteng e Limpopo). Sono accomunati al popolo vicino degli Tswana nel macrogruppo Sotho-Tswana, in virtù delle somiglianze tra le rispettive lingue, considerate mutualmente intellegibili.
I Sotho sono allevatori di bestiame, da cui ricavano e lavorano le pelli e le corna.

## Denominazione
Come nelle altre lingue bantu, la radice -Sotho può essere declinata nei vari significati con un diverso prefisso. Pertanto "Basotho" si riferisce al "popolo Sotho", mentre "Mosotho" si riferisce alla singola "persona Sotho". Allo stesso modo "Lesotho" significa "terra dei Sotho".

## Lingue
La lingua sotho è divisa in due varietà:
- Lingua sotho del sud (13,5 milioni di parlanti totali)
- Lingua sotho del nord (13,7 milioni di parlanti totali)

Al 2022, la lingua sotho conta complessivamente circa 27 milioni di parlanti totali.